# Лев I (карликова галактика)
Лев І (Leo I) — це карликова сфероїдальна галактика в сузір'ї Лева, розташована на відстані близько 820 000 світлових років. Вона належить до Місцевої групи галактик і вважається одним із найдальших супутників Чумацького Шляху. Галактика була виявлена 1950 року Альбертом Джорджем Вілсоном на фотопластинах огляду неба Національного географічного товариства — Паломарської обсерваторії, які були зроблені 48-дюймовою камерою Шмідта в Паломарській обсерваторії.

## Видимість
Через візуальну близькість до Регула й низьку поверхневу яскравість за галактикою важко спостерігати. Потрібні середні аматорські телескопи (15 см і більше) і темне небо, хоча є  повідомлення, що в квітні 2013 року за дуже темного неба її спостерігали за допомогою 11-см телескопу міні-Добсон і навіть за допомогою 7 см рефрактора f/10.

## Маса
Вимірювання променевих швидкостей деяких яскравих червоних гігантів у Леві І дозволило виміряти її масу; вона становить не менше (2,0 ± 1,0)× 107 M☉. Результати не є остаточними та не виключають і не підтверджують наявність великого гало темної матерії довкола неї. Однак майже напевне галактика не обертається.
Було висловлено припущення, що Лев І є припливним зоряним потоком у зовнішньому гало Чумацького Шляху, але ця гіпотеза не була підтверджена.

## Зореутворення
Типово для карликових галактик, металічність Лев I дуже низька, лише один відсоток сонячної. Галарт із колегами 1999 року на основі спостережень телескопа Габбл зробили висновок, що у період від 6 до 2 мільярдів років тому галактика пережила значний спалах зореутворення, на який припадає утворення 70-80 % її населення. Немає істотних доказів існування зір, старших за 10 млрд років. Близько 1 млрд років тому коефіцієнт зореутворення Лео І, здається, раптово впав до майже нульового значення, але незначне зореутворення можливо тривало до 200—500 мільйонів років тому. Таким чином, Лев І може бути наймолодшою карликовою сфероїдальною галактикою-супутником Чумацького Шляху. Також імовірно, що галактики оточена хмарою іонізованого газу з масою, аналогічною масі самої галактики.

## Кулясті скупчення
Станом на 2000 рік у галактиці не виявлено кулястих скупчень.

## Регул
Лев I візуально розташована всього за 12 кутових мінут від Регула, найяскравішої зорі сузір'я Лева. Тому її іноді називають карлик Регула. Розсіяне світло від зорі ускладнює вивчення галактики й у видимому світлі вона була виявлена лише у 1990-ті роки.